# Embrikstrandia distincta
Embrikstrandia distincta är en skalbaggsart som först beskrevs av Nonfried 1892.  Embrikstrandia distincta ingår i släktet Embrikstrandia och familjen långhorningar.
Artens utbredningsområde är:
- Laos.
- Burma.

Inga underarter finns listade i Catalogue of Life.